# 호미역
호미역(일본어: 保見駅, ほみえき)은 일본 아이치현 도요타시에 있는 아이치 환상 철도선의 역이다. 역 번호는 16이다.

## 역 구조
상대식 승강장 2면 2선의 고가역이다. 고가 밑에 차장차가 1량 보존되어 있다. 도색은 국철 시대에 건설된 당시 그대로이고 전국적으로는 드물다.
2011년 4월에 나고야 은행의 ATM이 역사 옆에 신설되었다.
또한, 역전에는 도요타 시가 관리하는 본 노선의 이용자를 대상으로 파크 앤드 라이드용 무료 주차장이 설치되었지만 2012년 4월부터 메이테쓰 협상으로 인하여 주차 형식이 유료화되었다(입고 후 30분 이상의 경우).

## 역 주변
역 부근에는 주택이 적지만 다소 떨어진 곳에 호미 단지가 있다.
- 도요타 시립 이호 초등학교
- 도요타 시립 호미 중학교
- 학교 법인 오와리 학원 도요타오타니 고등학교
- 아이치 현도 58호 나고야토요타 선
- 아이치 현도 283호 가노히가시호미 선
- 도요타 시 평생 학습 센터 호미 교류관
- 도요타 신용 금고 호미 지점
- 도요다 경찰 호미 파출소

## 역사
- 1988년 1월 31일: 영업 개시, 당시에는 "가이쓰"의 부역명이 존재했음.
- 2005년 3월 1일: 가이즈 역 개통으로 부역명이 소멸됨(가이즈 역에 계승).
- 2009년: 역사 개축.

## 사진

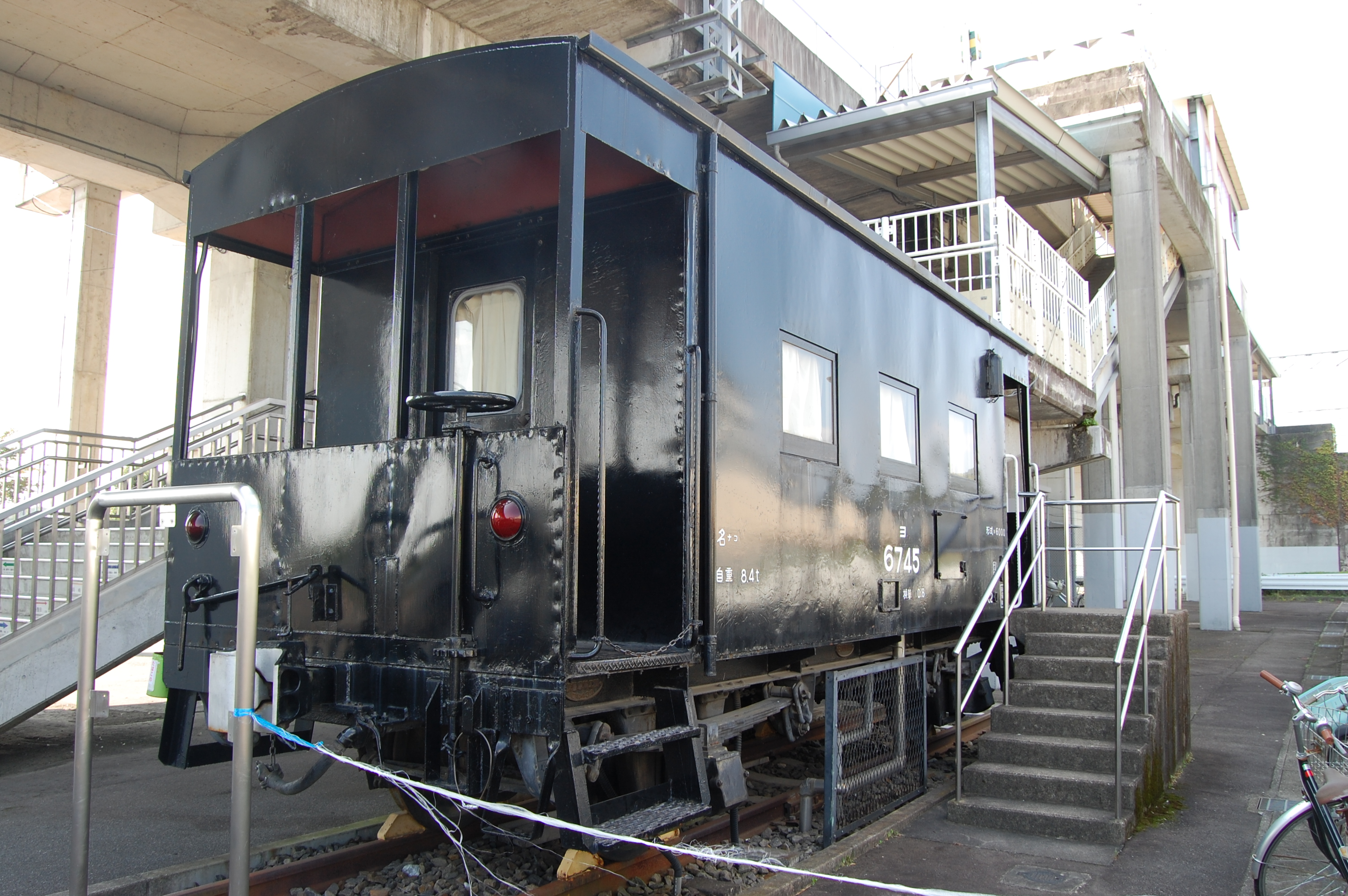
출입구 앞에 전시된 차장차

## 인접역
| 아이치 환상 철도 ■ 아이치 환상 철도선 | 아이치 환상 철도 ■ 아이치 환상 철도선 | 아이치 환상 철도 ■ 아이치 환상 철도선 |
| ------------------------------------- | ------------------------------------- | ------------------------------------- |
| 15 가이즈 오카자키 방면               |                                       | 사사바라 17 고조지 방면               |